# Меса-Верде (национальный парк)
Ме́са-Ве́рде (англ. Mesa Verde National Park) — национальный парк в округе Монтезума на юго-западе штата Колорадо. Площадь — 211 км².
Парк основан Конгрессом США и президентом Теодором Рузвельтом в 1906 году недалеко от региона Четырёх углов на юго-западе Америки для охраны многочисленных руин поселений индейцев анасази (предков современных пуэбло), созданных в VI—XIII веках. Это крупнейший археологический заповедник в Соединённых Штатах, насчитывающий более 5000 мест, в том числе 600 жилищ на скалах. Самое известное из них — Клифф Пэлас (скальный дворец).
Парк получил своё имя от одноимённого плато, возвышающегося на 600 м над окружающей местностью. Название плато переводится с испанского как «Зелёный стол», так как оно покрыто хвойным лесом: Сосна съедобная (Pinus edulis) и Можжевельник жёсткосемянный (Juniperus osteosperma).
В 1978 году национальный парк был включён в список Всемирного наследия ЮНЕСКО.
Ежегодно парк посещают более 700 тысяч туристов.

## Обитатели

### Палеоиндейцы

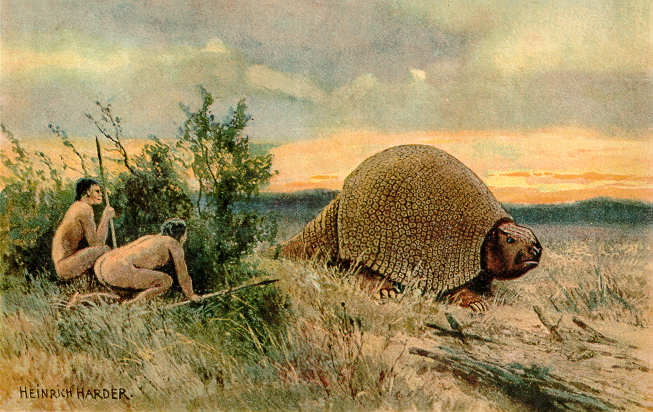
Палеоиндейцы охотятся на глиптодонта

Первыми обитателями региона Меса-Верде, который простирается от юго-востока Юты до северо-запада Нью-Мексико, были кочевые палеоиндейцы, прибывшие в этот район c 9500 г. до н. э.. Они следовали за стадами крупной дичи и разбивали лагеря возле рек и ручьёв, многие из которых высохли после отступления ледников, покрывавших горы Сан-Хуан. Самые ранние палеоиндейцы принадлежали к культуре Кловис и традиции Фолсом, что во многом определялось тем, как они создавали наконечники копий и стрел. Хотя они оставили свидетельства своего присутствия по всему региону, имеется мало свидетельств того, что они жили в центральной части Меса-Верде в то время. После 9600 г. до н. э. природа этого района становилась все теплее и суше, что привело к появлению сосновых лесов в центральной части Меса-Верде и обитающих в них животных. Палеоиндейцы начали населять Меса-Верде всё в большем количестве c 7500 г. до н. э., хотя неясно, были ли они сезонными или постоянными жителями. Появление копьеметалок в этот период облегчило им охоту на мелкую дичь, что стало важным в то время, когда большая часть крупной дичи исчезла из региона.

### Архаический период
В 6000 году до н. э. начинается Архаический период в Северной Америке. Археологи расходятся во мнениях относительно происхождения архаического населения Меса-Верде. По мнению некоторых археологов они произошли исключительно от местных палеоиндейцев, но другие предполагают, что разнообразие наконечников копий, обнаруженных в Меса-Верде, указывает на влияние окружающих областей, включая Большой Бассейн, бассейн Сан-Хуан и долину Рио-Гранде. Архаические люди, вероятно, развивались на местном уровне, но также находились под влиянием контактов, торговли и смешанных браков с иммигрантами из этих отдаленных областей.
Люди раннего архаического периода, жившие недалеко от Меса-Верде, использовали копьеметаталки и собирали больше разнообразных растений и добывали больше животных, чем палеоиндейцы, сохраняя при этом свой, преимущественно кочевой образ жизни. Они населяли окраины региона Меса-Верде, а также горы и каньоны, где они создавали укрытия в скалах и наскальные изображения, а также оставили свидетельства обработки шкур и костей животных и вырубки кремня. Стабильность окружающей среды в этот период стимулировала рост населения и миграцию. Сильное потепление и засухи в периодах от 5000 до 2500 гг. до н. э. возможно, побудили людей средней архаики искать более прохладный климат Меса-Верде, более высокая высота которого над уровнем моря принесла увеличенный снежный покров, который в сочетании с весенними дождями обеспечил относительно обильное количество воды.
К концу архаического периода всё больше людей жили в полупостоянных каменных убежищах, в которых хранились скоропортящиеся товары, такие как корзины, сандалии и циновки. Они начали делать разнообразные фигурки из веток, которые обычно напоминали овец или оленей. Поздняя архаика отмечена ростом торговли экзотическими материалами, такими как обсидиан и бирюза. Морские раковины с побережья Тихого океана появились в Меса-Верде из Аризоны, и люди архаики использовали их в ожерельях и подвесках. Наскальное искусство процветало, люди жили в рудиментарных домах из глины и дерева. Их ранние попытки одомашнивания растений в конечном итоге переросли в устойчивое сельское хозяйство, которое ознаменовало конец архаического периода, примерно в 1000 году до н. э..

### Культура изготовителей корзин

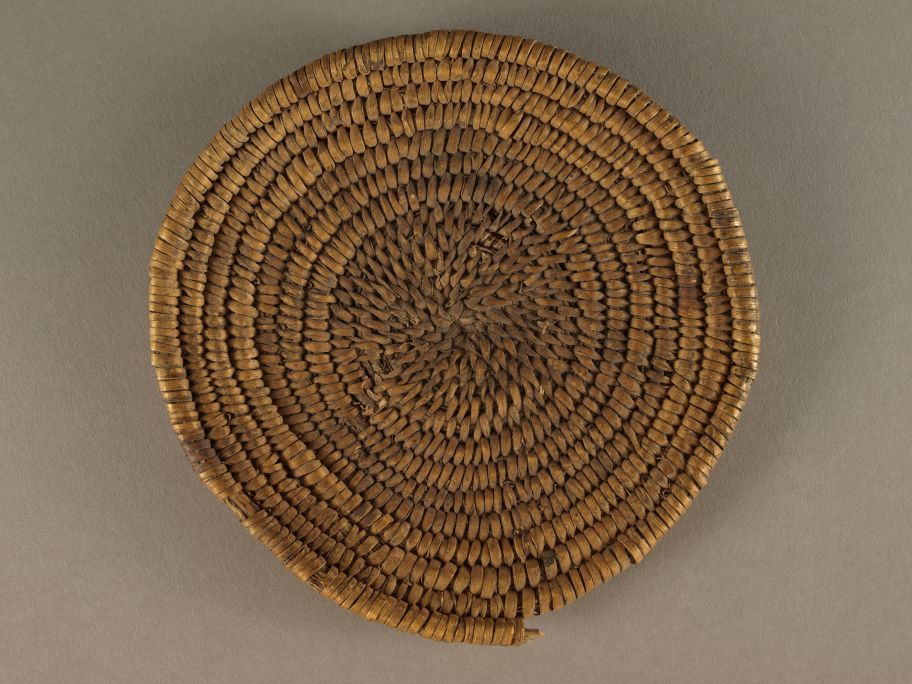
Плетёная корзина эпохи Basketmaker II

С появлением кукурузы в регионе Меса-Верде около 1000 г. до н. э. и тенденции отхода от кочевничества к постоянным поселениям из ямных домов, начался следующий период, который археологи называют культурой корзинщиков или Эрой изготовителей корзин (Basketmaker). Люди Basketmaker II характеризуются сочетанием навыков собирательства и земледелия, использованием копьеметаталок и созданием тонко плетеных корзин при отсутствии глиняной посуды. К 300 г. до н. э. кукуруза стала важнейшим продуктом питания людей в Basketmaker II, которые все меньше и меньше полагались на дикие источники пищи и больше на одомашненные культуры.
В дополнение к прекрасным плетёным изделиям, давшим название эпохе, люди Basketmaker II изготавливали множество предметов домашнего обихода из растительных и животных материалов, включая сандалии, халаты, сумки, циновки и одеяла. Также они изготавливали глиняные трубки и игрушки. Люди эпохи Basketmaker II были относительно невысокими и мускулистыми, в среднем менее 1,7 м в высоту. В их скелетных останках обнаруживаются следы тяжёлого труда и длительных путешествий, включая дегенеративное заболевание суставов, зажившие переломы и умеренную анемию, связанную с дефицитом железа. Они хоронили своих мертвецов рядом со своими поселениями и часто помещали предметы роскоши в захоронения, что могло указывать на различия в относительном социальном статусе. Люди Basketmaker II также известны своим самобытным наскальным искусством, которое можно найти по всей Меса-Верде. Они изображали животных и людей, как в абстрактных, так и в реалистичных формах, в отдельных произведениях и более сложных панно. Обычным предметом изображения был горбатый флейтист, которого народ Хопи называет Кокопелли.

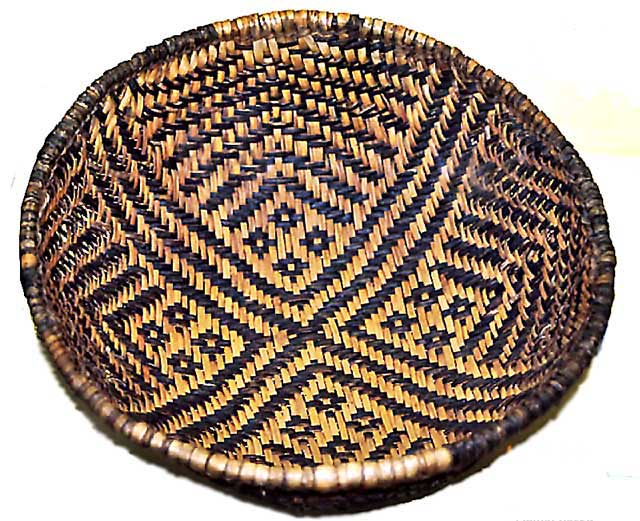
Плетёная корзина эпохи Basketmaker III

К 500 г. копьеметалки были вытеснены луком и стрелами, а корзины — гончарными изделиями, что ознаменовало конец Эры Basketmaker II и начало Эры Basketmaker III. Керамические сосуды были значительным улучшением по сравнению с облицованными смолой корзинами, тыквами и контейнерами из шкур животных, которые были основными резервуарами для хранения воды в регионе. Керамика также защищала семена от плесени, насекомых и грызунов. К 600 г. жители Меса-Верде использовали глиняные горшки для приготовления супов и рагу. Примерно в это время появляются круглогодичные поселения. Население Меса-Верде около 675 года составляло приблизительно от 1000 до 1500 человек.
С 700 года в регион были завезены бобы и новые сорта кукурузы. К 775 году некоторые поселения выросли и теперь могли вместить более ста человек. Примерно в это же время началось строительство больших наземных складских зданий. Люди Basketmaker III старались хранить достаточно еды для своей семьи в течение одного года, но при этом сохраняли мобильность, чтобы они могли быстро переместить свои жилища в случае истощения ресурсов или постоянной нехватки урожаев. К концу VIII века небольшие поселения, которые обычно использовались от десяти до сорока лет, были вытеснены более крупными, которые непрерывно заселялись целыми двумя поколениями. Люди Basketmaker III установили традицию проведения больших церемониальных собраний возле общественных домов.

### Анасази

#### Пуэбло I (750—900 гг.)
С 750 года заканчивается Эра Basketmaker III и начинается период Пуэбло I. Происходят серьёзные изменения в дизайне и строительстве зданий и организации хозяйственной деятельности. Возможности для хранения продуктов увеличиваются с одного года до двух и начинается строительство соединённых между собой круглогодичных домов, называемые Пуэблос. Многие функции, которые ранее выполнялись ямными домами, были перенесены в эти наземные жилища. Это изменило назначение ямных домов из универсальных пространств в те, которые используются в основном для общественных церемоний, хотя они по-прежнему служили домами для больших семей, особенно в зимние месяцы. В конце VIII века жители Меса Верде начали строить квадратные ямы, которые археологи называют протокивами. Обычно они были от 0,91 до 1,22 м в глубину и от 3,7 до 6,1 м в ширину.
Первые пуэблос появились в Меса-Верде примерно после 650 года. К 850 году в них проживало более половины жителей Меса-Верде. По мере роста местного населения пуэблоанцы с трудом могли выжить за счет охоты, сбора пищи и садоводства, что сделало их все более зависимыми от домашней кукурузы. Этот переход от полукочевого образа жизни к оседлому и общинному образу жизни навсегда изменил исконное общество пуэбло. В течение одного поколения среднее количество домохозяйств в этих посёлках выросло с 1—3 до 15—20 при средней численности населения около двухсот человек. Плотность населения резко возросла, и около десятка семей занимали примерно то же место, где раньше жили двое. Это повысило защиту от рейдерских набегов и способствовало более тесному сотрудничеству между жителями. Это также способствовало развитию торговли и смешанным бракам между кланами, и к концу VIII века, когда население Меса-Верде увеличилось за счет переселенцев с юга, четыре различные культурные группы проживали в одних и тех же деревнях.
Крупные поселения Пуэбло I претендовали на ресурсы в пределах от 39 до 78 км². Обычно они были организованы в группы по крайней мере из трёх меньших поселений на расстоянии около 1,6 км друг от друга. К 860 году в Меса-Верде проживало около 8000 человек. На площадях больших деревень люди Пуэбло I вырыли большие ямы площадью 74 м², которые стали центральными местами сбора людей. Эти сооружения представляют собой ранние архитектурные выражения того, что в конечном итоге превратилось в «великие дома» эпохи Пуэбло II в каньоне Чако. Несмотря на устойчивый рост в начале и середине IX века, непрогнозируемые осадки и периодические засухи привели к резкому изменению тенденций развития поселений в этом районе. Многие деревни позднего Пуэбло I были заброшены менее чем за сорок лет использования, и к 880 году население Меса-Верде неуклонно сокращалось. В начале X века в регионе произошло массовое сокращение населения, поскольку люди переселялись к югу от реки Сан-Хуан в каньон Чако в поисках мест с прогнозируемыми дождями для ведения сельского хозяйства. По мере того как жители Меса-Верде перебирались на юг, куда двести лет назад эмигрировали многие из их предков, влияние каньона Чако росло, и к 950 году каньон Чако вытеснил Меса-Верде в качестве культурного центра региона.

#### Пуэбло II (900—1150 гг.)
Период Пуэбло II отмечен ростом и распространением сообществ, сосредоточенных вокруг «великих домов» каньона Чако. Несмотря на своё вовлечение в обширную чакоанскую систему, жители Меса-Верде сохранили отличительную культурную самобытность, сочетая региональные инновации с древними традициями, вдохновляя дальнейшие архитектурные достижения. Пуэблос Меса-Верде IX века повлияли на двухсотлетнее строительство «великих домов» Чако. Засуха в конце IX века сделала земледелие на засушливых землях Меса-Верде ненадёжным, что привело к тому, что в течение следующих 150 лет жители Меса-Верде выращивали урожай только возле дренажей. К началу XI века урожайность вернулась к нормальному уровню. К 1050 году население области начало восстанавливаться. По мере роста продуктивности сельского хозяйства люди возвращались в Меса-Верде с юга.
В эпоху Пуэбло II фермеры Меса-Верде все больше полагались на каменные резервуары. В XI веке они построили плотины и террасы возле дренажей и склонов, чтобы сохранить почву и сток. Эти поля компенсировали опасность неурожая на более крупных засушливых землях. К середине X и началу XI веков протокивы превратились в более мелкие круглые структуры, называемые кивами, которые обычно имели размер от 3,7 до 4,6 м в диаметре. Эти кивы в стиле Меса-Верде включали в себя особенность более ранних времен, называемую сипапу, которая представляет собой яму, вырытую в северной части камеры и символизирующую место выхода Пуэблоан-предков из подземного мира. В это время жители Меса-Верде начали отходить от построек в стиле столбов и глиняных джакалов, которыми был отмечен период Пуэбло I, в сторону каменного строительства, которое использовалось в регионе ещё в 700 году, но не было широко распространено до XI и XII веков.

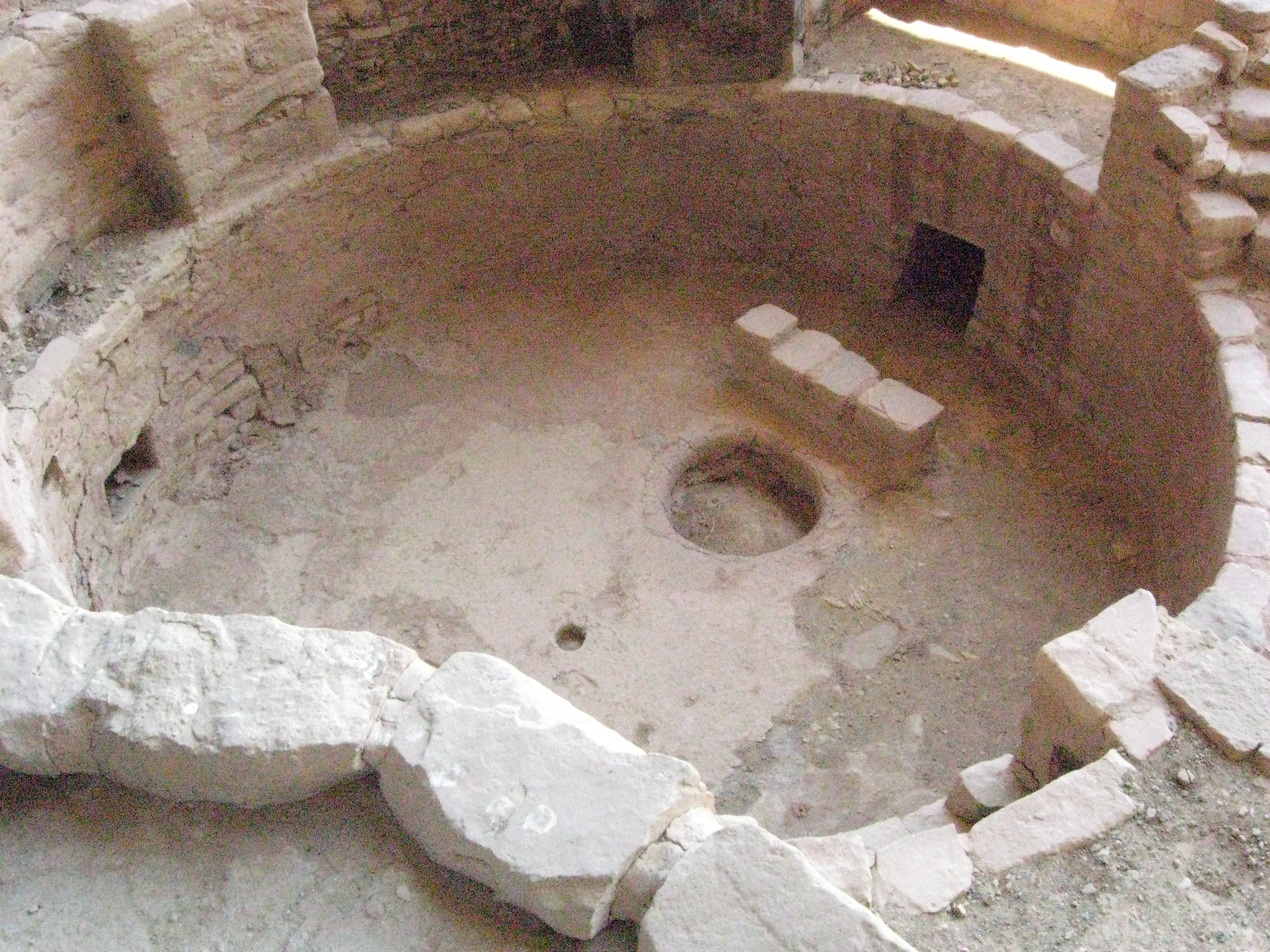
Сипапу — отверстие в полу кивы. Национальный парк Меса-Верде.

Расширение влияния каньона Чако в районе Меса-Верде оставило свой наиболее заметный след в виде «великих домов» в стиле Чако, которые после 1075 года стали центром многих деревень Меса-Верде. «Дом Дальнего Вида», самый крупный из них, считается классическим «особняком» Чако, строительство которого, вероятно, началось между 1075 и 1125 годами, хотя некоторые археологи утверждают, что оно было начато ещё в 1020 году. Деревянные и земляные пуэблос той эпохи обычно использовались около двадцати лет. В начале XII века центр региона сместился из Чако в Ацтек, штат Нью-Мексико, в южной части Меса-Верде. К 1150 году засуха снова нанесла удар по жителям региона, что привело к временному прекращение строительства «великого дома» в Меса-Верде.

#### Пуэбло III (1150—1300 гг.)
Сильная засуха с 1130 по 1180 год привела к быстрому уменьшению популяции во многих частях бассейна Сан-Хуан, особенно в каньоне Чако. Когда обширная система Чако рухнула, люди все больше стали переселяться в Меса-Верде, что привело к значительному росту населения в этом районе. Возникли гораздо более крупные поселения, насчитывавшие от шестисот до восьмисот человек, что ограничило мобильность жителей Меса-Верде, которые в прошлом часто перемещали свои жилища и поля в рамках своей сельскохозяйственной стратегии. Чтобы поддерживать это всё более многочисленное население, было необходимо всё больше и больше времени уделять сельскому хозяйству. Рост населения также привел к расширению вырубки деревьев, что привело к сокращению среды обитания для многих видов диких растений и животных, на которых рассчитывали жители Меса-Верде, что ещё больше усугубило их зависимость от одомашненных культур, урожаи которых снижались из-за засухи.
Система Чако доставляла большое количество импортных товаров в Меса-Верде в конце XI и начале XII веков, в том числе керамику, ракушки и бирюзу, но к концу XII века, когда система рухнула, количество товаров, резко снизилось, и Меса-Верде оказался изолированным от окружающих регионов.
В течение примерно шестисот лет большинство фермеров Меса-Верде жили в небольших усадьбах на одну или две семьи на плато. Обычно эти усадьбы располагались недалеко от полей и в нескольких минутах ходьбы от источников воды. Эта практика продолжалась до середины и конца XII века, но к началу XIII века они начали переселяться в каньоны, которые были близко к источникам воды и в нескольких минутах ходьбы от их полей.
В середине эпохи Пуэбло III деревни Меса-Верде процветали. Архитекторы строили массивные многоэтажные здания, а ремесленники украшали керамику все более сложными узорами. Сооружения, построенные в этот период, были описаны как одни из величайших археологических сокровищ мира. Каменные здания Пуэбло III обычно использовались в течение примерно пятидесяти лет, что более чем вдвое превышало полезный срок службы джакальных структур Пуэбло II. В других жили непрерывно в течение двухсот и более лет. Архитектурные инновации, такие как башни и многостенные конструкции, также впервые появляются в эпоху Пуэбло III. Население Меса-Верде оставалось довольно стабильным во время засухи XII века. В начале XIII века здесь проживало около 22 000 человек. В течение следующих десятилетий в этом районе наблюдался умеренный рост населения, а затем резкий рост — с 1225 по 1260 год. Большинство жителей региона жили на равнинах к западу от горы. Другие заселяли края и склоны каньонов в многосемейных поселениях, которые выросли до беспрецедентных размеров по мере роста населения. К 1260 году большинство жителей Меса-Верде жили в больших пуэблос, в которых проживало по несколько семей и более ста человек.
В XIII веке в регионе Меса-Верде в течение 69 лет выпадали осадки ниже среднего уровня, а после 1270 года эта область страдала от особенно низких температур. Дендрохронология показывает, что последнее дерево, срубленное для строительства на холме, было срублено в 1281 году. За это время импорт керамики в регион сильно сократился, но местное производство оставалось стабильным. Несмотря на сложные условия, пуэблоанцы продолжали возделывать эту территорию до тех пор, пока очень засушливый период с 1276 по 1299 год не закончил семисотлетний период непрерывного заселения Меса-Верде людьми. Археологи называют этот период «Великой засухой». Последние обитатели Меса-Верде покинули территорию в 1285 году.

#### Военные действия
В период Пуэбло III (1150—1300) жители Меса-Верде построили многочисленные башни из каменной кладки, которые, вероятно, служили оборонительными сооружениями. Также использовались скрытые туннели, соединяющие башни с соответствующими кивами. Война велась с использованием того же оружия, которые жители Меса-Верде использовали для охоты, включая луки и стрелы, каменные топоры, а также деревянные дубинки и копья. Они также изготавливали щиты из шкур и корзин, которые использовались только во время сражений. Периодические войны происходили на плато на протяжении XIII века. Гражданские лидеры в регионе, вероятно, достигли власти раздавая пищу во время засухи. Эта система, вероятно, сломалась во время «Великой засухи», что привело к интенсивной войне между конкурирующими кланами. Возрастающая экономическая и социальная неопределенность в последние десятилетия столетия привела к широкомасштабным конфликтам. Были обнаружены свидетельства частично сожженных деревень. Жители одной деревни, по-видимому, стали жертвами массового убийства.
Доказательства насилия и каннибализма были найдены и задокументированы в центральном регионе Меса-Верде. Хотя большая часть насилий, достигших пика между 1275 и 1285 годами, обычно приписывается столкновениям между жителями Меса-Верде, найденные археологические свидетельства доказывают, что насильственные взаимодействия также имели место между жителями Меса-Верде и людьми из-за пределов региона. У многих жертв были признаки переломов черепа, и однородность повреждений позволяет предположить, что большинство из них было нанесено небольшим каменным топором. Другие жертвы были скальпированы, расчленены и съедены. Антропофагия (каннибализм) могла быть использована как стратегия выживания во время голода. Археологические данные показывают, что насильственные конфликты были широко распространены в Северной Америке в конце XIII — начале XIV веков и, вероятно, усугублялись глобальными климатическими изменениями, которые негативно повлияли на запасы продовольствия на всем континенте.

#### Миграции
В начале XIII века в регионе Меса-Верде были необычно холодные и сухие условия. Это могло привести к миграции в Меса-Верде из менее гостеприимных мест. Добавившееся население увеличило нагрузку на окружающую среду региона, ещё больше напрягая сельскохозяйственное общество, страдающее от засухи. Бимодальный режим выпадения осадков в регионе, который приносил дожди весной и летом и снегопад осенью и зимой, начал нарушаться после 1250 года. После 1260 года в Меса-Верде произошло быстрое сокращение населения, так как десятки тысяч людей эмигрировали или умерли от голода. Многие небольшие общины в районе Четырёх углов также были заброшены в этот период. Пуэблоанцы-предки имели долгую историю миграции перед лицом экологической нестабильности, но снижение популяции Меса-Верде в конце XIII века отличалось тем, что регион почти полностью опустел, и потомки не вернулись, чтобы заново построить поселения. Хотя засуха, истощение ресурсов и перенаселение — все это способствовало нестабильности в течение последних двух веков проживания предков пуэбло, их чрезмерная зависимость от урожая кукурузы считается фатальным недостатком их стратегии выживания.
Люди, покинувшие Меса-Верде почти не оставили прямых доказательств своей эмиграции, но оставили предметы домашнего обихода, в том числе кухонную утварь, инструменты и одежду, что создало у археологов впечатление, что эмиграция была случайной или поспешной. По оценкам, в XIII веке в этом регионе проживало около 20 000 человек, но к началу XIV века этот район был почти необитаем. Многие эмигранты перебрались в южную Аризону и Нью-Мексико. Хотя скорость заселения неясна, рост в малонаселённых районах напрямую соответствует периоду эмиграции из Меса-Верде. Археологи полагают, что жители Меса-Верде, которые поселились в районах возле реки Рио-Гранде, где в XIV веке получила широкое распространение керамика Меса-Верде, были связаны с семьями, к которым они присоединились, а не были нежеланными пришельцами. Археологи рассматривают эту миграцию как продолжение, а не распад общества и культуры предков пуэбло. Многие жители Меса-Верде перебрались на берег реки Литл-Колорадо, в западном Нью-Мексико и восточной Аризоне. В то время как археологи, как правило, сосредотачиваются на факторах выталкивания, которые оттолкнули жителей Меса-Верде от региона, было также несколько факторов притяжения окружающей среды, таких как более высокие температуры, лучшие условия ведения сельского хозяйства, обилие древесины и стада бизонов, которые стимулировали переселение в район возле реки Рио-Гранде. Помимо многочисленных поселений вдоль реки Рио-Гранде, современные потомки жителей Меса-Верде живут в пуэблос в Акоме, Зуни, Хемесе и Лагуне.

#### Организация
Хотя каньон Чако и мог осуществлять региональный контроль над Меса-Верде в конце XI и начале XII веков, большинство археологов рассматривают регион Меса-Верде как совокупность небольших сообществ, которые никогда не были полностью интегрированы в большую гражданскую структуру. В этом районе было обнаружено несколько древних дорог шириной от 4,6 до 13,7 м с бермами. Большинство дорог вероятно соединяли общины и святыни, другие окружали большие жилые дома. Протяжённость сети дорог неясна, но не было обнаружено ни одной дороги, напрямую соединяющей Меса-Верде и поселения каньона Чако.
Святилища предков пуэбло, называемые херрадурами, были обнаружены возле участков дорог в этом регионе. Их цель неясна, но были раскопаны несколько С-образных херрадур, и они, как полагают, были «направленными святилищами», используемыми для обозначения местоположения больших домов.

#### Архитектура
Меса-Верде хорошо известен большим количеством хорошо сохранившихся жилищ на скалах, домов, построенных в нишах, или выступах скал вдоль стен каньона. Дома в этих нишах, в основном строились из блоков твёрдого песчаника, скреплённых вместе и оштукатуренных глиняным раствором. Конкретные конструкции имели много общего, но в целом были уникальными по форме из-за индивидуальной топографии различных альковов вдоль стен каньона. В отличие от более ранних построек и деревень на вершинах столовых гор, скальные жилища Меса-Верде отражали общерегиональную тенденцию к объединению растущего населения региона в тесные, хорошо защищаемые кварталы в течение XIII века.

#### Астрономия

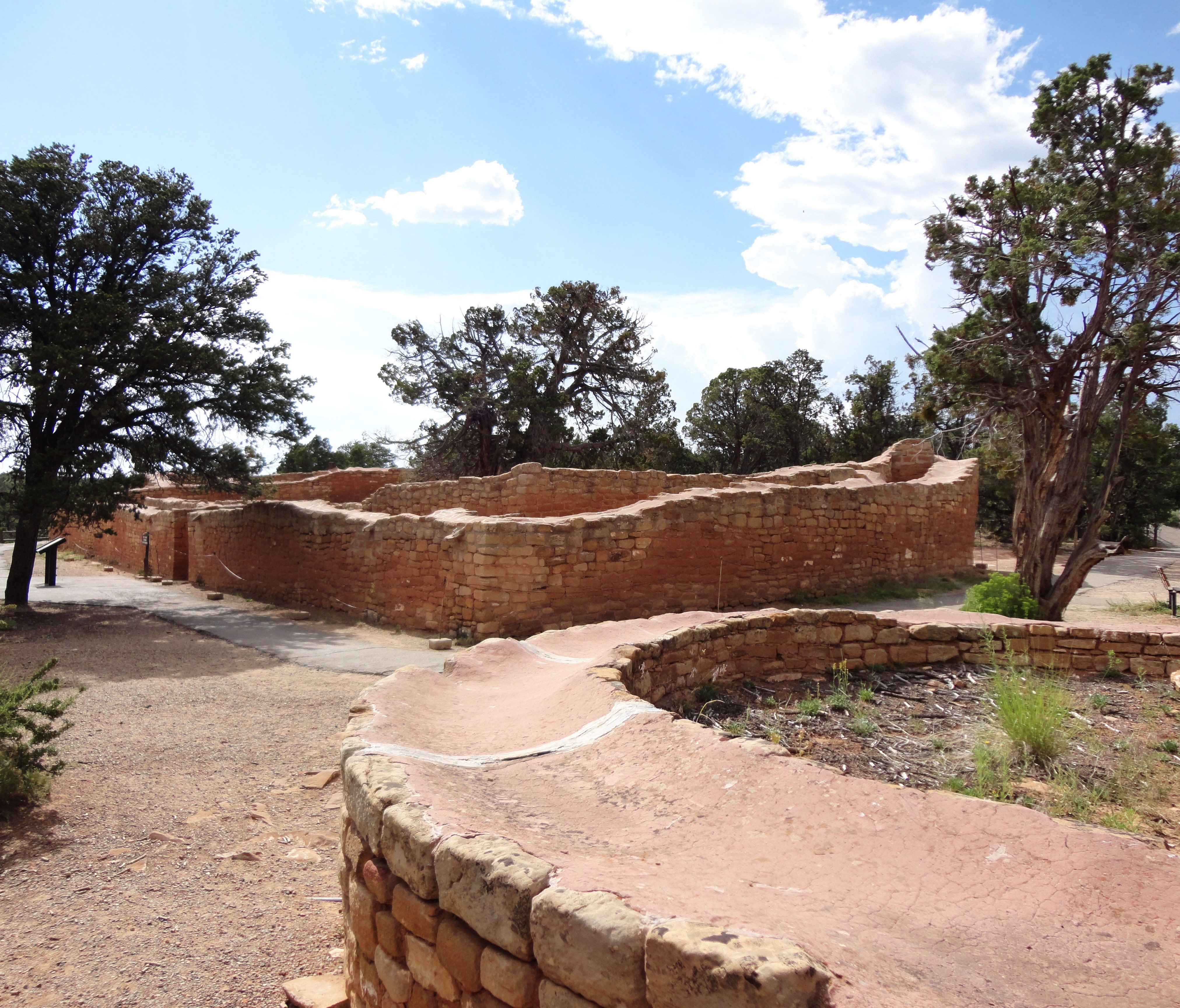
Храм Солнца в Меса-Верде

Жители Меса-Верде использовали астрономические наблюдения для планирования сельскохозяйственных работ и религиозных церемоний, используя как природные особенности ландшафта, так и построенные для этих целей каменные строения. У некоторых «великих домов» в этом регионе окна, двери и стены были сориентированы по сторонам света, и располагались вдоль пути солнца, лучи которого указывали на смену времен года. Считается, что храм Солнца в Меса-Верде был астрономической обсерваторией. Храм имел D-образную форму, и его ориентация была отклонена от истинного востока и запада на 10,7 градуса, что указывают на то, что строители храма понимали циклы Солнца и Луны, так как такая ориентация соответствует наибольшему диапазону между северной и южной границей склонения Луны, который наблюдается каждые 18,6 лет, и закату во время зимнего солнцестояния, который можно было наблюдать с платформы в южной части Скального дворца Клифф. Внизу каньона находилась костровая яма Храма Солнца, которая освещалась первыми лучами восходящего солнца во время зимнего солнцестояния. Храм Солнца — одно из крупнейших, исключительно церемониальных сооружений, когда-либо построенных предками пуэбло.

#### Земледелие и контроль за водой
Начиная с VI века фермеры, живущие в центральной части Меса-Верде, выращивали кукурузу, бобовые и тыквенные. Комбинация кукурузы и бобов обеспечивала жителей Меса-Верде аминокислотами полноценного белка. Когда условия были хорошими, 3 или 4 акра (1,2 или 1,6 га) земли могли обеспечить достаточно еды для семьи из трёх или четырёх человек в течение года, при условии, что продукты сельского хозяйства будут дополнены дичью и дикими растениями. Поскольку жители Меса-Верде всё больше полагались на кукурузу в качестве основного продукта питания, успех или неурожайность сельскохозяйственных культур во многом влияли на их жизнь. До появления гончарного дела пищу пекли, жарили и сушили. Горячие камни, брошенные в контейнеры, могли довести воду до кратковременного кипения, но, поскольку бобовые нужно варить в течение часа или более, их широко не использовали. С распространением керамики по всему региону увеличение доли бобовых в продуктах питания обеспечило поставку высококачественного белка, который уменьшил зависимость населения от охоты. Это также способствовало повышению урожайности кукурузы, поскольку бобовые добавляют столь необходимые питательные вещества в почву, в которой они выращиваются.
Большинство жителей Меса-Верде практиковали сухое земледелие, которое полагалось только на дождь для полива урожая, но другие использовали для земледелия стоки, родники, отводы и естественные бассейны. Начиная с IX века, они рыли и содержали водоёмы, в которые собирали стоки от летних ливней и весеннего таяния снегов. Некоторые сельскохозяйственные культуры поливали вручную. Археологи полагают, что до XIII века родники и другие источники воды считались общественными ресурсами, но по мере того, как жители Меса-Верде объединялись во всё более крупные города, построенные возле источников воды, контроль за водоснабжением был приватизирован и потребление было ограничено членами конкретного сообщества.
Между 750 и 800 годами жители Меса-Верде приступили к строительству двух больших сооружений на дне каньона — водохранилищ Морфилд и Бокс-Элдер. Вскоре после этого начались работы ещё на двух резервуарах: Far View и Sagebrush, которые были около 27 м в поперечнике и построены на вершине плато. В 2004 году Американское общество гражданских строителей присвоило этим четырём строениям статус национальных исторических памятников гражданского строительства.

#### Охота и собирательство

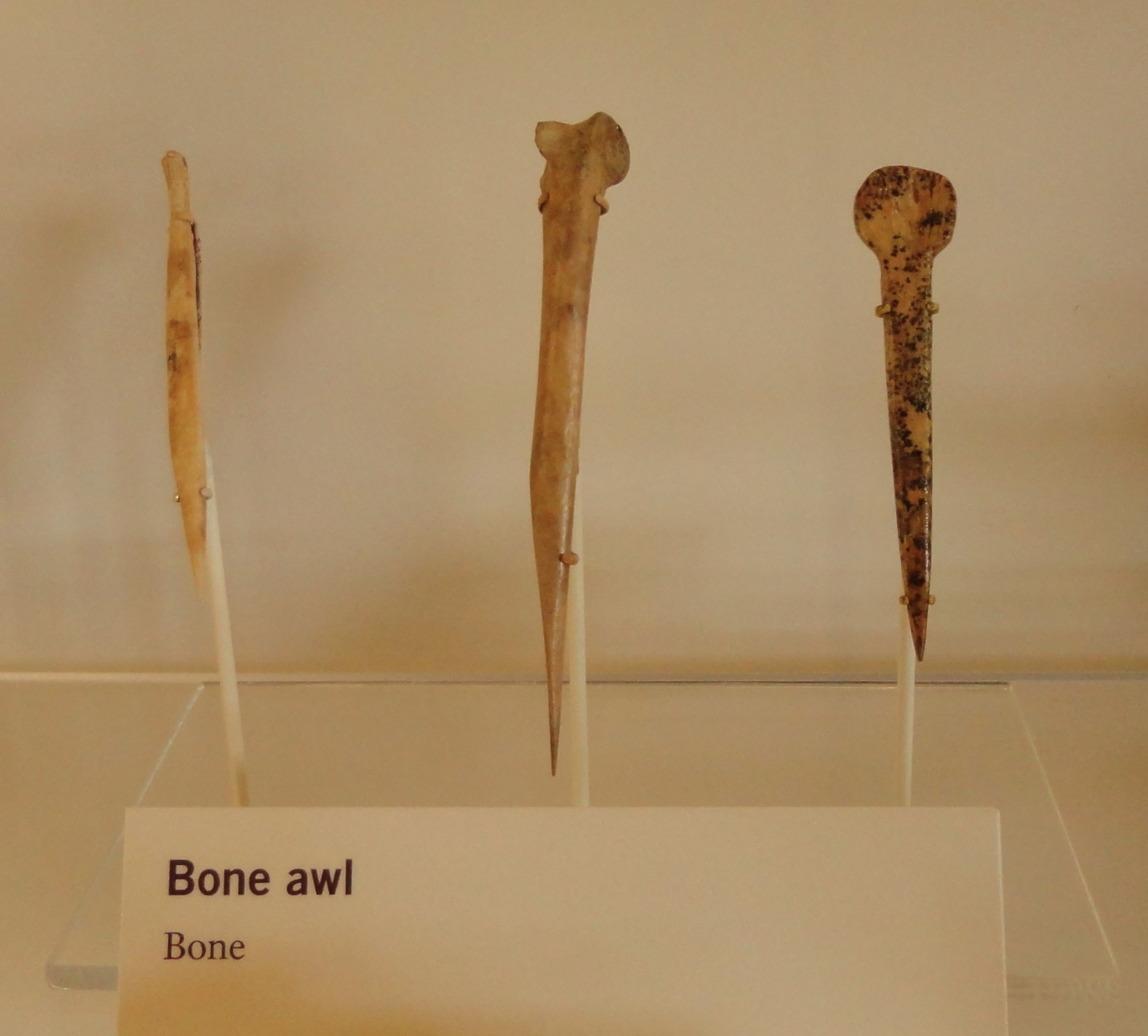
Костяные шила из Меса-Верде

Жители Меса-Верде обычно добывали небольшую местную дичь, но иногда организовывали охотничьи группы, которые перемещались на большие расстояния. Основными источниками животного белка для них были олени и кролики, но иногда они охотились на снежных баранов, антилоп и лосей. Одомашнивание индеек началось примерно с 1000 года, и к XIII веку потребление этих птиц достигло пика, вытеснив оленей в качестве основного источника белка во многих местах. Эти одомашненные индейки потребляли большое количество кукурузы, что ещё больше усилило зависимость населения от урожая. Пуэблоанцы ткали одеяла из индюшачьих перьев и кроличьего меха, а из костей индейки и оленей делали такие предметы, как шила и иглы. Несмотря на наличие рыбы в реках и ручьях этого района, археологические данные свидетельствуют о том, что её употребляли редко.
Жители Меса-Верде дополняли свой рацион, собирая семена и плоды диких растений. В зависимости от сезона собирали орехи, ягоды можжевельника, физалис, семена подсолнечника, юкку, а также различные виды трав и кактусов. Плоды опунции являлись источником натурального сахара. Они также курили дикий табак. Поскольку предки пуэбло считали священным весь материал, потребляемый и выбрасываемый их общинами, они относились с почтением к свалкам мусора и отходов. Начиная с периода Basketmaker III, жители Меса-Верде часто хоронили своих мертвецов в этих мусорных курганах.

#### Керамика
Учёные разделились во мнениях относительно того, была ли керамика изобретена в регионе Четырёх углов или была завезена с юга. Образцы неглубоких необожженных глиняных чаш, найденные в Каньон-де-Шей, указывают на то, что первая керамика могла быть получена благодаря использованию таких глиняных чаш для поджарки или сушки семян. Многократное использование сделало эти чаши твёрдыми и водонепроницаемыми, что могло стать образцом первых обожженных керамических изделий в регионе. Альтернативная теория предполагает, что гончарные изделия возникли в районе Моголлон Рим на юге, где в течение первых нескольких столетий нашей эры использовались чаши из глины. Другие учёные считают, что керамика была завезена в Меса-Верде из Мексики, примерно с 300 года. Нет свидетельств существования древних керамических рынков в этом регионе, но археологи считают, что местные гончары обменивались декоративными изделиями между семьями. Кастрюли, сделанные из измельчённых вулканических пород из таких мест, как гора Юте, были более устойчивыми к воде и огню, и пользовались спросом, поэтому жители Меса-Верде со всего региона торговали ими.
Нейтронно-активационный анализ показывает, что большая часть глиняной посуды «черного на белом», найденной в Меса-Верде, была произведена на месте. Меловые глины из формаций Дакота и Менефи использовались для изготовления изделий «черное по белому», а глины из формации Манкос — для гофрированных сосудов. Свидетельства того, что керамика обоих типов перемещалась между несколькими местами в регионе, предполагают взаимодействие между группами древних гончаров, или они могли иметь общий источник сырья. Археологические данные показывают, что почти в каждом доме был хотя бы один член семьи, который занимался гончарным ремеслом. Для обжига готовых изделий использовались траншейные печи, сооружавшиеся вдали от пуэбло и поближе к источникам дров. Их размеры различаются, но самые большие из них были длиной до 7,3 м и, как считается, были общими печами, которые использовались несколькими семьями. Рисунки наносились на готовые керамические сосуды с помощью кисти из листьев юкки красками, сделанными из железа, марганца, клеоме и дескурении.
Большая часть керамики, найденной в деревнях IX века, предназначалась для отдельных лиц или небольших семей, но по мере расширения общинного уклада жизни в XIII веке было изготовлено много более крупных сосудов для общих пиршеств. Гофрированные украшения появляются на керамических изделиях Меса-Верде после 700 года, а к 1000 году целые сосуды изготавливались гофрированными. Эта техника создавала грубую внешнюю поверхность, за которую было легче держать изделия, чем за обычную гладкую поверхность. К XI веку эти гофрированные сосуды, которые рассеивали тепло более эффективно, чем гладкие, в значительной степени заменили старый стиль. Гофра, вероятно, возникла, когда древние гончары пытались имитировать визуальные свойства плетёных изделий. Гофрированные изделия изготавливались из глины, полученной не только из формации Менефи, но и из других формаций, что позволяет предположить, что древние гончары выбирали разные глины для разных стилей. Гончары также выбирали глины и изменяли условия обжига, чтобы добиться определённых цветов. В нормальных условиях горшки из глины из формации Манкос становились серыми при обжиге, а горшки из глины из формации Моррисон становились белыми. Глина с юго-востока штата Юта становилась красной при обжиге в среде с высоким содержанием кислорода.

#### Наскальные рисунки и фрески
Наскальные рисунки можно найти по всему региону Меса-Верде, но они разбросаны неравномерно и периодически. В некоторых местах их много, в других их нет совсем, и изображений относящихся к одних периодам времени много, а к другим мало. Стили также меняются со временем. Изображения относительно редки на самом плато Меса-Верде, но многочисленны в среднем районе реки Сан-Хуан, что может указывать на важность реки как маршрута для путешествий и ключевого источника воды. Общие мотивы в наскальном искусстве региона включают антропоморфные фигуры в процессиях и во время совокупления или родов, отпечатки ладоней, волнистые линии, спирали, концентрические круги, изображения животных и сцен охоты. По мере того, как в конце XIII века население региона резко сокращалось, тематика наскального искусства Меса-Верде все больше смещалась в сторону изображений щитов, воинов и сцен сражений. Современные хопи интерпретируют петроглифы на мысе Петроглифов Меса-Верде как изображения различных кланов людей.
Начиная с позднего периода Пуэбло II (1020 г.) и продолжаясь до Пуэбло III (1300 г.), предки пуэбло из региона Меса-Верде создавали гипсовые фрески в своих «великих домах», особенно в кивах. Фрески содержали как нарисованные, так и начертанные изображения животных, людей, и рисунки, используемые в текстиле и керамике, начиная с эпохи Basketmaker III. На других фресках изображались треугольники и холмы, которые, как считается, олицетворяли горы и холмы в окружающем ландшафте. Фрески обычно располагались на лицевой стороне скамейки кивы и окружали комнату. Обычными мотивами являются геометрические узоры, напоминающие символы, используемые в керамике, и зигзаги, обозначающие стежки, используемые при изготовлении корзин. Фрески раскрашивались красным, зелёным, жёлтым, белым, коричневым и синим цветами. Эти рисунки всё ещё использовались хопи в XV и XVI веках.

## Климат
Согласно системе классификации климата Кёппена, национальный парк Меса-Верде имеет влажный континентальный климат (Dfb). По данным Министерства сельского хозяйства США, зона морозостойкости растений в штаб-квартире национального парка Меса-Верде на высоте 2119 м над уровнем моря составляет 6b со средней годовой экстремальной минимальной температурой −17,8 °C.
Структура осадков в регионе бимодальная, что означает, что сельское хозяйство поддерживается за счет снегопадов зимой и осенью и дождей весной и летом. Вода для сельского хозяйства и потребления обеспечивалась летними дождями, зимними снегопадами, а также источниками в поселениях Меса-Верде и их окрестностях. На высоте 2100 м средняя часть горы обычно была на 5,5 °C холоднее, чем её вершина, что уменьшало количество воды, необходимой для сельского хозяйства. Жилища в скалах были построены с учётом использования солнечного тепла. Зимний угол наклона солнца согревал кирпичную кладку скальных жилищ, из долины дул теплый бриз, и воздух в нишах каньона был на десять-двадцать градусов теплее, чем на вершине холма. Летом, когда солнце находилось высоко над головой, большая часть деревни была защищена от прямых солнечных лучей в скальных жилищах.
| Показатель                    | Янв. | Фев. | Март | Апр. | Май  | Июнь | Июль | Авг. | Сен. | Окт. | Нояб. | Дек. | Год  |
| ----------------------------- | ---- | ---- | ---- | ---- | ---- | ---- | ---- | ---- | ---- | ---- | ----- | ---- | ---- |
| Средний максимум, °C          | 4,2  | 6,2  | 10,3 | 14,8 | 20,3 | 26,4 | 29,4 | 27,8 | 23,6 | 16,8 | 9,7   | 4,3  | 16,2 |
| Средняя температура, °C       | −1,9 | 0,0  | 3,7  | 7,5  | 12,7 | 18,1 | 21,3 | 20,2 | 16,1 | 9,7  | 3,3   | −1,7 | 9,1  |
| Средний минимум, °C           | −7,9 | −6,2 | −2,9 | 0,2  | 5,0  | 9,7  | 13,2 | 12,6 | 8,5  | 2,6  | −3,1  | −7,6 | 2,1  |
| Норма осадков, мм             | 40   | 38   | 41   | 31   | 25   | 13   | 41   | 54   | 47   | 42   | 37    | 37   | 446  |
| Средняя влажность, %          | 61,7 | 57,8 | 47,0 | 38,7 | 33,1 | 25,6 | 32,1 | 39,9 | 38,1 | 40,7 | 49,4  | 59,1 | 43,6 |
| Источник: PRISM Climate Group |      |      |      |      |      |      |      |      |      |      |       |      |      |

## Повторное открытие
Мексикано-испанские миссионеры и исследователи Франсиско Атанасио Домингес и Сильвестр Велес де Эскаланте, в 1776 году искавшие маршрут из Санта-Фе в Калифорнию, задокументировали своё путешествие. Они достигли плато, которому дали название Меса-Верде из-за обилия деревьев, его покрывавших, но они не подходили достаточно близко и не обнаружили древние каменные деревни.
Регион Меса-Верде долгое время был занят ютами, и в соглашении 1868 года между ними и правительством США признавалось право собственности ютов на всю землю Колорадо к западу от континентального водораздела. После того, как возник интерес к земле в западном Колорадо, новый договор от 1873 года оставил ютов с полосой земли на юго-западе Колорадо между границей с Нью-Мексико и 15 милями к северу. Большая часть Меса-Верде находится в пределах этой полосы земли. Юты зимовали в тёплых глубоких каньонах и нашли убежище там и на плато Меса-Верде. Считая жилища на скалах священными местами предков, они не жили в древних жилищах.
Время от времени регион посещали звероловы и старатели, и один из них, Джон Мосс, поделился своими наблюдениями в 1873 году. В следующем году Мосс провёл известного исследователя и фотографа Уильяма Г. Джексона через каньон Манкос у подножия горы Меса-Верде. Там Джексон сфотографировал и опубликовал типичное каменное жилище на скале. Археолог Уильям Х. Холмс повторил маршрут Джексона в 1875 году. Отчеты Джексона и Холмса были включены в отчёт исследований Фердинанда Гайдена за 1876 год — одно из четырёх, финансируемых из федерального бюджета исследований американского Запада. Эти и другие публикации привели к предложениям систематического изучения археологических памятников Юго-Запада.
С намерением найти поселения предков пуэбло Вирджиния Маккларг, журналистка The New York Daily Graphic, посетила Меса-Верде в 1882 и 1885 годах. Её группа заново открыла «Дом скального эха», «Трёхуровневый дом» и «Балконный дом» в 1885 году. Эти открытия вдохновили её на деятельность по защите этих жилищ и артефактов.

### Уэтериллы
Семья скотоводов Уэтериллов подружилась с представителями племени юте неподалёку от своего ранчо к юго-западу от Манкоса. С одобрения племени юте, Уэтериллам было разрешено зимой привозить скот на нижние, более тёплые плато нынешней резервации Юте. Уже распространялись слухи о «Великих домах» предков пуэбло, и Аковиц, индеец из племени юте, рассказал Уэтериллам о скальных жилищах в Меса-Верде: «Глубоко в этом каньоне и у его вершины много домов древних людей. Один из этих домов, высоко в скале, больше всех остальных. Юты туда никогда не ходят, это священное место». 18 декабря 1888 года Ричард Уэтерилл и ковбой Чарли Мейсон заново открыли Клифф Пэлас, увидев его руины с вершины Меса-Верде. Уэтерилл дал руинам современное название. Ричард Уэтерилл, его семья и друзья впоследствии исследовали руины и собрали много артефактов, некоторые из которых они продали Историческому обществу Колорадо, а большую часть сохранили. Среди людей, которые с Уэтериллами исследовали жилища на утесах, был альпинист, фотограф и писатель Фредерик Х. Чапин, который затем посетил регион в 1889 и 1890 годах. Он описал пейзаж и руины в статье 1890 года, а затем в книге «Страна обитателей скал» (1892), которую он проиллюстрировал нарисованными от руки картами и личными фотографиями.

### Густав Норденшельд

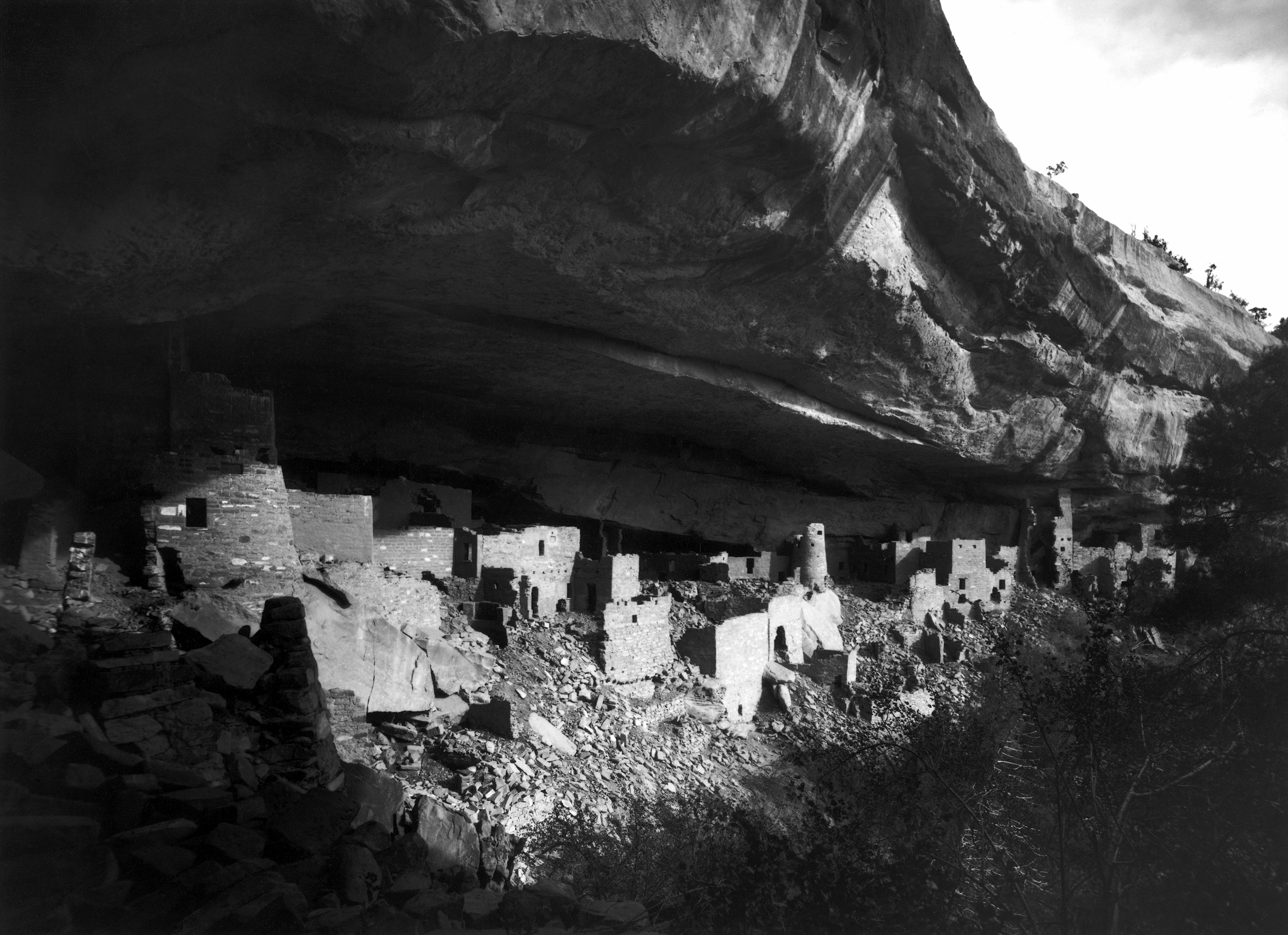
Клифф Пэлас в 1891 году, фото Г. Норденшельда

В 1891 году Уэтериллов посетил Густав Норденшельд, сын полярного исследователя Адольфа Эрика Норденшельда. Норденшельд-младший был опытным минералогом, который ввёл научные методы в коллекцию артефактов, зафиксировал местоположения, подробно сфотографировал, построил схемы и сопоставил то, что он наблюдал, с существующей археологической литературой, а также с опытом Уэтериллов. Он обнаружил множество артефактов и отправил их в Швецию, где они в конечном итоге попали в Национальный музей Финляндии. Норденшельд опубликовал в 1893 году сочинение «Обитатели скал в Меса-Верде». Когда Норденшельд отправил собранную им коллекцию артефактов в Швецию, это вызвало обеспокоенность по поводу необходимости защиты земель Меса-Верде и её исторических богатств.

## Национальный парк

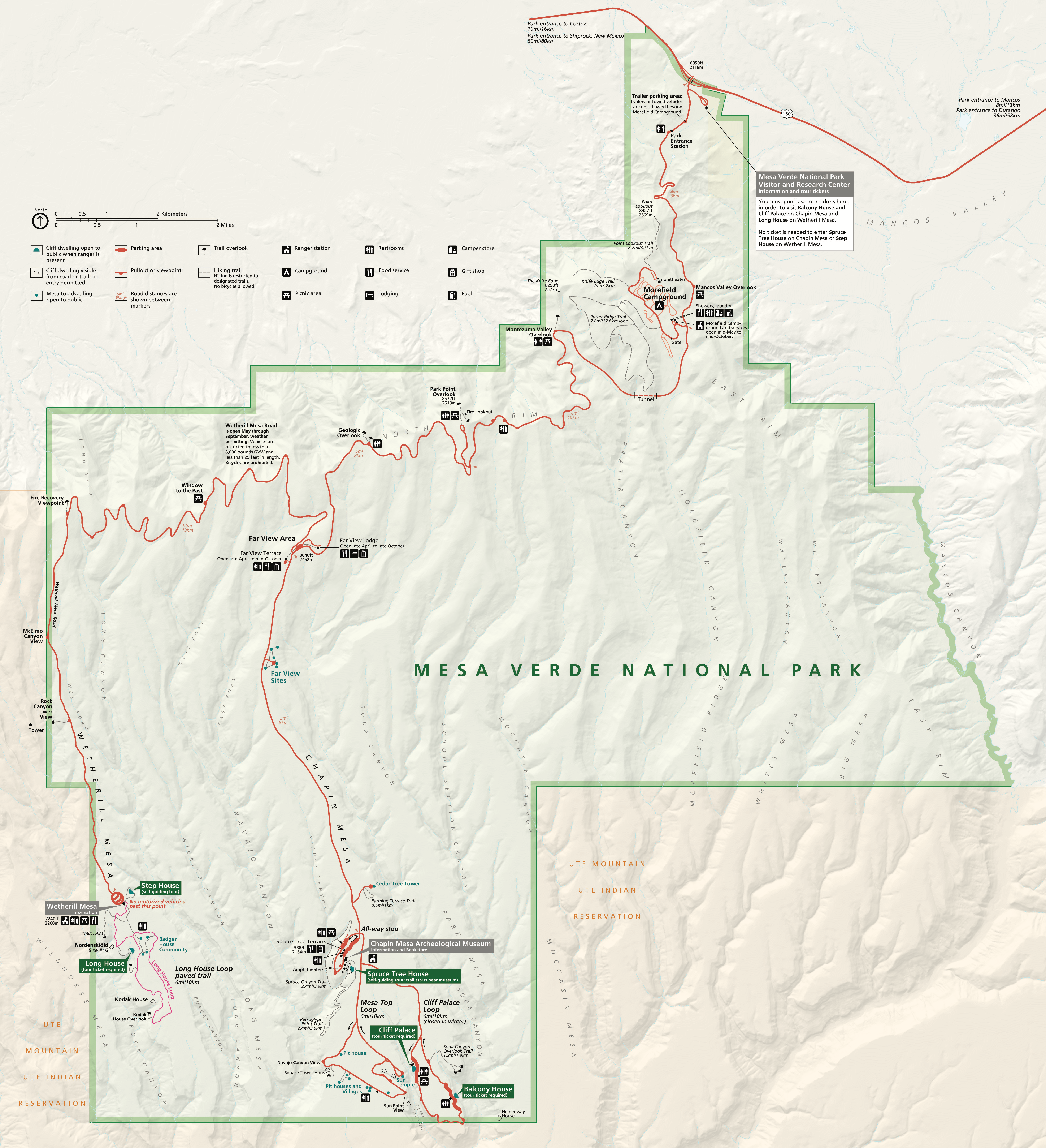
Карта национального парка Меса-Верде

В 1889 году Гудман Пойнт Пуэбло из Национального монумента Ховенуип стал первым доколумбовым археологическим памятником в регионе Меса-Верде, получившим федеральную защиту от правительства США. Вирджиния Маккларг в период с 1887 по 1906 годы прилагала все усилия, чтобы проинформировать Соединённые Штаты Америки и европейское сообщество о важности защиты исторических материалов и жилищ в Меса-Верде. Её намерения включали заручение поддержкой 250 000 женщин через Федерацию женских клубов, написание и публикацию стихов в популярных журналах, выступление с речами внутри страны и за рубежом, а также создание Ассоциации обитателей скал в Колорадо. Целями этой ассоциации были намерения защитить ресурсы жилищ в скалах Колорадо, вернуть как можно больше оригинальных артефактов и поделиться информацией о людях, которые там жили. В число соратников по защите Меса-Верде и доисторических археологических памятников входила Люси Пибоди, которая в Вашингтоне встретилась с членами Конгресса, чтобы заручиться их поддержкой. Бывший управляющий национального парка Меса-Верде Роберт Хейдер выразил уверенность в том, что парк мог иметь гораздо большее значение, учитывая сотни артефактов, захваченных Норденшельдом.
К концу XIX века стало ясно, что Меса-Верде нуждается в защите от людей, которые приезжали в Меса-Верде и собирали или продавали свою собственную коллекцию артефактов. В отчёте министру внутренних дел США этнолог Смитсоновского института Джесси Уолтер Фьюкс описал вандализм в Клифф Пэласе в Меса-Верде:

Партии «искателей редкостей» оставались на развалинах в течение нескольких зим, и, как сообщается, многие сотни экземпляров были вынесены с горы и проданы частным лицам. Некоторые из этих объектов сейчас находятся в музеях, но многие навсегда потеряны для науки. Чтобы завладеть этим ценным археологическим материалом стены ломали … часто просто для того, чтобы свет проникал в тёмные комнаты. Полы неизменно вскрывали, а закопанные кивы уродовали. Чтобы облегчить эту работу и избавиться от пыли, в пяти стенах, образующих фасад руин, были проделаны большие отверстия. Балки использовались как дрова до такой степени, что теперь не осталось ни одной крыши. Эта разрушительная работа, добавленная к разрушениям в результате эрозии из-за дождя, оставила Клифф Пэлас в плачевном состоянии.
Оригинальный текст (англ.)Parties of "curio seekers" camped on the ruin for several winters, and it is reported that many hundred specimens there have been carried down the mesa and sold to private individuals. Some of these objects are now in museums, but many are forever lost to science. In order to secure this valuable archaeological material, walls were broken down... often simply to let light into the darker rooms; floors were invariably opened and buried kivas mutilated. To facilitate this work and get rid of the dust, great openings were broken through the five walls which form the front of the ruin. Beams were used for firewood to so great an extent that not a single roof now remains. This work of destruction, added to that resulting from erosion due to rain, left Cliff Palace in a sad condition.

Многие артефакты из Меса-Верде сейчас находятся в музеях и частных коллекциях в США и по всему миру. Например, репрезентативный набор керамических сосудов и других предметов сейчас находится в Британском музее в Лондоне. В 1906 году президент Теодор Рузвельт одобрил создание национального парка Меса-Верде и Федеральный закон 1906 года о древностях. Парк был попыткой «сохранить творения человека» и был первым парком, созданным для защиты места, имеющего культурное значение. Парк был назван испанским термином «зелёный стол» из-за лесов можжевельника и пиньона.

### Раскопки и охрана
В период между 1908 и 1922 годами были восстановлены руины «Дома на еловом дереве», «Клифф Пэласа» и «Храма Солнца». Большинство ранних работ возглавлял Джесси Уолтер Фьюкс. В 1930-х и 1940-х годах рабочие Гражданского корпуса охраны окружающей среды играли ключевую роль в раскопках, строительстве троп и дорог, создании музейных экспонатов и строительстве зданий в Меса-Верде. С 1958 по 1965 год археологический проект «Гора Уэтерилл» выполнял археологические раскопки, стабилизацию участков и исследования. Благодаря раскопкам и изучению одиннадцати памятников проектом «Гора Уэтерилл», он считается крупнейшим археологическим проектом в США. В рамках проекта проводились раскопки «Длинного дома» и «Дома Кружки».
В 1966 году, как и все исторические районы, находящиеся в ведении Службы национальных парков США, Меса-Верде была внесена в Национальный реестр исторических мест США, а в 1987 году и весь административный район Меса-Верде был внесён в реестр. В 1978 году он был внесён в список Всемирного наследия ЮНЕСКО. В 2015 году журнал Sunset назвал национальный парк Меса-Верде «лучшей культурной достопримечательностью» на западе США.

### Конфликты с местными племенами
Столкновения между защитниками окружающей среды некоренного происхождения и местными племенами, окружающими руины в Меса-Верде, начались ещё до официального основания парка. Конфликты по поводу того, кто претендует на земли, окружающие руины, разгорелись в 1911 году, когда правительство США хотело выделить больше земли принадлежавшей индейцам юта для территории парка. Юты неохотно соглашались на обмен земель, предложенный правительством, отмечая, что земля, которой владело племя была лучшей землей. Фредерик Эбботт, работая с официальным лицом Бюро по делам индейцев Джеймсом Маклафлином, объявил себя союзником индейцев юта в переговорах. Позднее Эбботт утверждал, что «правительство было сильнее утёса», говоря, что, «когда правительство находит старые руины на земле, которую оно хочет использовать для общественных целей, оно имеет право забрать их …» Чувствуя, что других вариантов у них нет, юты неохотно согласились обменять 10 000 акров на Меса-Верде на 19 500 акров на горе Юте.
Юты продолжали бороться с Бюро по делам индейцев, чтобы не допустить включения земель ютов в парк. В 1935 году Бюро по делам индейцев попыталось вернуть часть земли, проданной в 1911 году. Кроме того, управляющий национального парка Меса-Верде Джесси Л. Нусбаум позже признался, что земля на горе Юте, которую выкупили за гору Чапина в 1911 году, в любом случае принадлежала племени, а это означало, что правительство обменяло землю, которая никогда ему не принадлежала.
Другие вопросы, не связанные с земельными спорами, возникли в результате деятельности парка. В 1920-х годах в парке начали предлагать представления «Индейские церемонии», которые приобрели популярность у приезжих туристов. Однако церемонии на самом деле не отражали ни обряды древних пуэблоан, которые жили в скальных жилищах, ни обряды современных ютов. Поденщики навахо выполняли эти ритуалы, в результате чего «неправильные индейцы исполняли неправильный танец на … неправильной земле». В дополнение к неточности церемоний, вопрос о том, справедливо ли платили танцорам навахо, также привёл к вопросам, касающимся нехватки местных американских индейцев, занятых на других должностях в парке.

### Услуги
Вход в национальный парк Меса-Верде находится на американском шоссе 160, примерно в 14 км к востоку от поселка Кортес и в 11 км к западу от Манкоса, штат Колорадо. Парк занимает 52 485 акров (21 240 га). Он содержит 4372 задокументированных места, в том числе более 600 жилищ на скалах. Это крупнейший археологический заповедник в США. Он защищает некоторые из наиболее важных и лучше всего сохранившихся археологических памятников в стране. Парк инициировал Программу сохранения археологических памятников в 1995 году. Она анализирует данные о том, как сооружаются и используются памятники.
Центр посетителей и исследований Меса-Верде расположен недалеко от шоссе 160, перед входом в парк. Центр для посетителей и исследований открылся в декабре 2012 года. Гора Чапина (самый популярный район) находится в 32 км от центра для посетителей. Национальный парк Меса-Верде находится в исключительной федеральной юрисдикции. Из-за этого все правоохранительные функции, служба неотложной медицинской помощи и противопожарная служба выполняются федеральными рейнджерами Службы национальных парков. Доступ к объектам парка зависит от сезона. Три из скальных жилищ на горе Чапина открыты для посещения. Археологический музей горы Чапина открыт круглый год. «Дом на еловом дереве» также открыт круглый год, если позволяет погода. Для посещения «Балконного дома», «Длинного дома» и «Клифф Пэласа» требуется покупка экскурсионных билетов на туры с рейнджером. Многие другие жилые дома видны с дороги, но закрыты для туристов. В парке есть пешеходные тропы, палаточный лагерь, а в пик сезона — услуги для питания, топлива и ночлега. Зимой они недоступны.
Первые построенные административные здания парка, расположенные на горе Чапина, образуют архитектурно значимый комплекс. Построенный в 1920-х годах административный комплекс Меса-Верде был одним из примеров парковой службы, использовавшей культурный дизайн при создании парковых объектов. В 1987 году этот район был признан Национальным историческим памятником.

### Лесные пожары и культурно модифицированные деревья

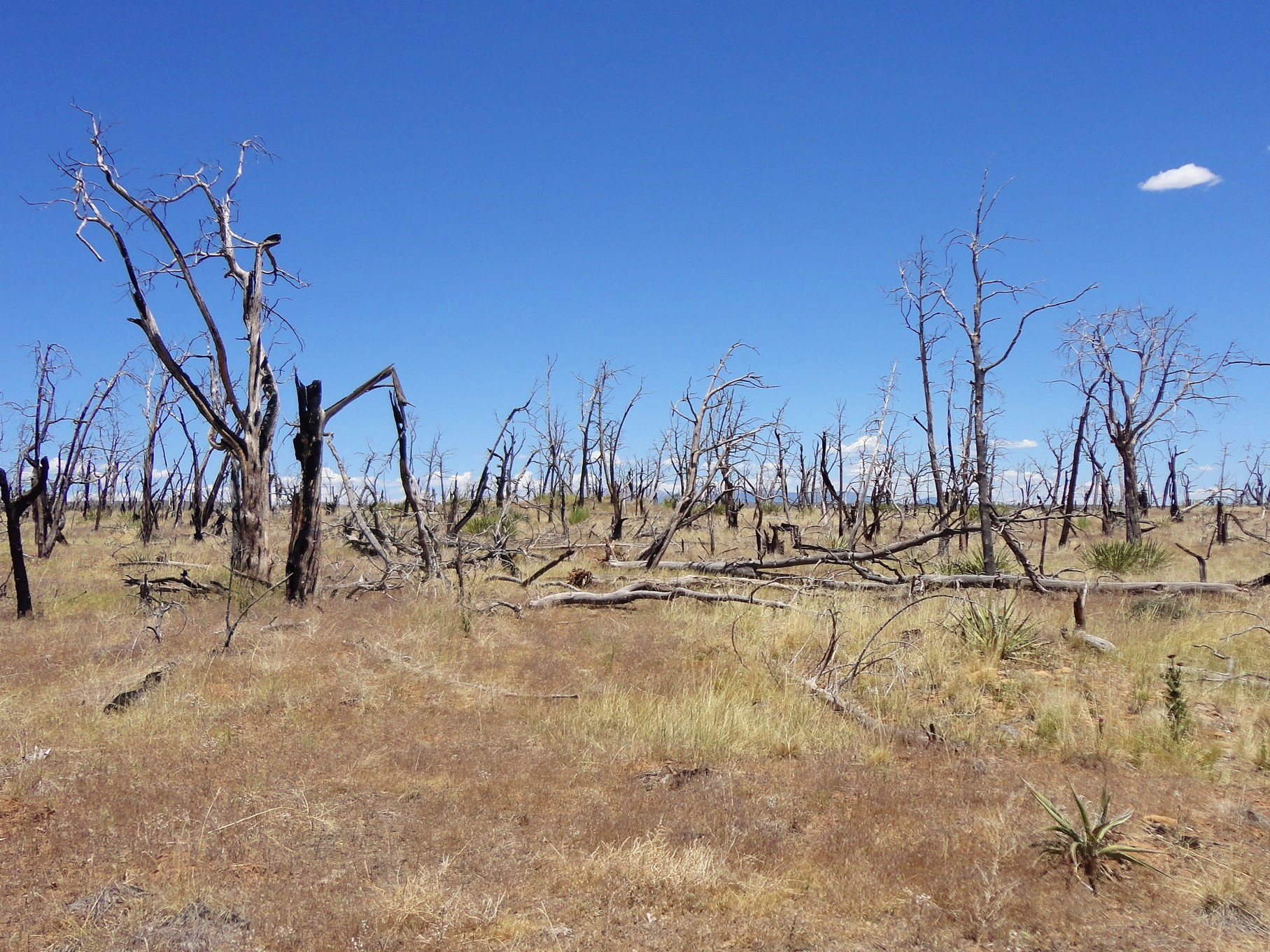
Повреждения от пожара на горе Чапина

В период с 1996 по 2003 год парк пострадал от нескольких лесных пожаров. Пожары, многие из которых возникли от молний во время засухи, сожгли 28 340 акров (11 470 га) леса, более половины парка. Во время этих пожаров было уничтожено два объекта наскальных рисунков, почти уничтожены музей — первый из построенных в системе национальных парков и «Дом на еловом дереве», третий по величине скальный дом в парке.
До пожаров 1996—2003 годов археологи успели обследовать примерно девяносто процентов территории парка. Густой подлесок и древесный покров сохраняли многие древние места скрытыми от глаз, но после пожаров были обнаружены 593 ранее не обнаруженных места — большинство из них относятся к периодам Basketmaker III и Пуэбло I. Также во время пожаров были обнаружены множество водосберегающих объектов, в том числе 1189 дамб, 344 террасы и 5 резервуаров, относящихся к периодам Пуэбло II и III. В феврале 2008 года Историческое общество Колорадо решило инвестировать часть своего бюджета в 7 миллионов долларов в проект по выращиванию культурно модифицированных деревьев в национальном парке.

### Парк племён горы Юте
Парк племён горы Юте примыкает к национальному парку Меса-Верде с востока. Он занимает площадь около 125 000 акров (51 000 га) вдоль реки Манкос. В парке сохранились сотни археологических памятников, скальные жилища, петроглифы и настенные росписи культур предков пуэблоан и ютов. Гиды-индейцы юте предоставляют справочную информацию о людях, культуре и истории парковых земель. Журнал National Geographic Traveler выбрал его как одно из «80 направлений мира для путешествий в XXI веке», и одно из девяти мест, выбранных в США.

## Важнейшие памятники
Помимо скальных жилищ, в Меса-Верде находится множеством руин на вершине горы. Для публичного доступа открыты такие места как «Комплекс дальнего вида», «Башня кедрового дерева» на горе Чапина, а также «Община барсучьего дома» на горе Уэтерилл.

### «Балконный дом»
«Балконный дом» расположен на высоком выступе, с фасадом, направленным на восток. В его 45 комнатах и 2 кивах зимой было бы холодно. Посетители на экскурсиях под руководством рейнджеров входят, поднимаясь по 32-футовой лестнице и проползая через небольшой 12-футовый туннель. Выход (ряд зацепов в расселине утеса), считался единственным входом и выходом для жителей дома, что делало небольшое поселение безопасным и лёгким для защиты. Одно бревно из дома датировано 1278 годом, поэтому этот дом вероятно был построен незадолго до того, как люди из Меса-Верде покинули этот район. Официальные раскопки дома были проведены в 1910 году Джесси Л. Нусбаумом, который был первым археологом Службы национальных парков и одним из первых управляющих национального парка Меса-Верде.

### Клифф Пэлас
Эти многоэтажные руины, самое известное скалистое жилище в Меса-Верде, расположены в самой большой нише в центре горы Меса-Верде. Его фасад обращён к югу и юго-западу, что давало больше тепла от солнца зимой. Здание построено более 700 лет назад из песчаника, деревянных балок и раствора. Многие комнаты были ярко окрашены. В Клифф Пэласе проживало примерно 125 человек, но, вероятно, он был важной частью более крупного сообщества из шестидесяти соседних пуэбло, в котором проживало шестьсот или более человек. Клифф Пэлас с 23 кивами и 150 комнатами является самым большим жилищем на утёсе в национальном парке Меса-Верде.

### «Длинный дом»

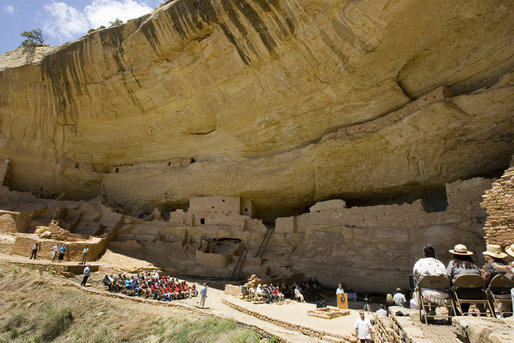
«Длинный дом»

Расположенный на горе Уэтерилл, «Длинный дом» является второй по величине деревней в Меса-Верде. Здесь проживало около 150 человек. Это место было раскопано с 1959 по 1961 год в рамках археологического проекта горы Уэтерхилл. «Длинный дом» был построен около 1200 года и использовался до 1280 года. Жилище на утёсе включает 150 комнат, киву, башню и центральную площадь. Его комнаты не сгруппированы, как типичные жилища на скалах. Камни использовались без придания формы для посадки и устойчивости. На двух верхних выступах предусмотрено место для хранения зерна. Источник воды находится в нескольких сотнях футов, а выходы находятся в задней части деревни.